# Eugène Maës
Pour les articles homonymes, voir Maes.

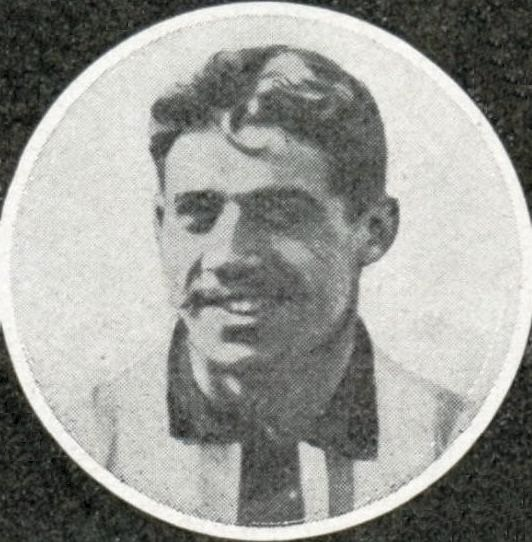
Eugène Maës en 1913.

Eugène Maës, né le 15 septembre 1890 à Paris (France) est un footballeur international français qui évoluait au poste d'attaquant. Il meurt en déportation entre mars et début avril 1945 entre la  Boelcke-Kaserne de Nordhausen et Bergen Belsen. Datant du 4 juin 1946, son acte de décès "officiel" indique la date du 30 mars 1945 à Ellrich Dora.

## Biographie

### L'apprentissage du football
Maës découvre le football en 1902 dans le jardin du Luxembourg à Paris avec ses amis. Il rejoint en 1903 le Patronage Olier, un patronage paroissial parisien de la rue d'Assas affilié à la Fédération gymnastique et sportive des patronages de France (FGSPF) en tant que gardien dans un premier temps. Puis il occupe le poste d'avant centre à partir de 1906.
Avec son club il remporte en 1908 le Championnat de France de football des patronages puis la deuxième édition du trophée de France (qui fait alors office de finale nationale inter-fédération), le 3 mai 1908, face au champion parisien de la FCAF, la Société municipale de Puteaux. En finale, Maës marque le troisième et dernier but de son équipe (3-0).
Champion de Paris en 1910, le Patronage Olier remporte un nouveau titre de champion de France FGSPF, en s'imposant en finale face aux Bons Gars  de Bordeaux (11-0) puis de nouveau le trophée de France, le 29 mai 1910 face au Club athlétique de Vitry. Maës ouvre cette fois le score (2-0).

### L'arrivée au Red Star
Maës est recruté par le Red Star Amical Club, l'un des meilleurs clubs français du moment, à 19 ans. Aidé par sa taille (il mesure 1,79 m), il est particulièrement réputé pour son jeu de tête grâce auquel il marque de très nombreux buts,. Avec son club, il est finaliste malheureux du championnat de la Ligue de Football Association en 1911, le remporte en 1912, puis termine à la deuxième place en 1913 et 1914. Avec son équipe, il perd la finale du trophée de France en 1912 face à l'Étoile des Deux Lacs, au cours de laquelle il marque le seul but de son équipe (1-3). Il joue son dernier match avec son club le 12 janvier 199.

### L'équipe de France
Jeune d'une génération disloquée par la Première Guerre mondiale, Maës est le premier grand buteur de l'équipe de France. En à peine plus de deux ans de carrière internationale et onze sélections, Maës inscrit quinze buts, un total qui ne sera dépassé en équipe de France qu'en 1928, par Paul Nicolas. Il est opéré en janvier 1914 des adducteurs, ce qui lui fait manquer les matchs internationaux de 1914. Victime d'une grave blessure au combat lors de la Grande Guerre, sa carrière de footballeur de haut niveau se termine à 24 ans. Sa meilleure journée en Bleu remonte au 17 mars 1912 à Turin contre l'Italie où, après être arrivé à cinq heures du matin à la faveur d'une permission, il réussit un triplé qui permet aux Français de s'imposer pour la première fois en Italie (4-3). Le buteur du Red Star inscrit également un quintuplé face au Luxembourg en 1913 (8-0), exploit que seul Thadée Cisowski rééditera sous le maillot bleu face à la Belgique en 1956,.

### La reconversion à Caen
Mobilisé pendant la Première Guerre mondiale, Maës se bat en Belgique et est blessé à la poitrine au tout début du conflit, le 29 août 1914. En convalescence à Caen, il y rencontre sa future épouse, Yvonne Bertheaux. Il retourne au front avec le grade de caporal en avril 1915, s'y illustre lors des attaques d'Artois et reçoit la Croix de guerre. Lors des permissions, il continue de jouer et la presse sportive fait l'éloge de ses exploits militaires. Démobilisé en août 1919, il s'installe à Caen. Il joue au stade Malherbe dès la reprise des compétitions en 1919 et jusqu'en 1930. Par son expérience, il s'impose très vite comme le capitaine de l'équipe, tenant lieu d'entraîneur à une époque où ce poste n'existe pas. C'est lui qui invente le « cri de guerre du Stade Malherbe » au milieu des années 1920 :

« Rik - Rik - Rik - Di -Dik - La hioup - La hioup - La hé - aki - aka - kaï - kaa - SMC - SMC

Hip - Hip - Hip - Hourra

Hip - Hip - Hip - Hourra

Hip - Hip - Hip - Hourra

Non, non, non, non, l'Stade Malherbe n'est pas mort (bis)

Car il gagne encore (bis). »

Il reçoit la médaille d'or de la fédération française de football (FFF) en 1933 au titre d'ancien joueur.
Parallèlement à sa carrière de footballeur, il reprend une école de natation sur les bords de l'Orne, tenue par son beau-père, Le Lido, en 1919. Il pratique lui-même le plongeon et est professeur de natation. En 1928, il transforme l'école en un dancing très prisé des Caennais.

### La déportation

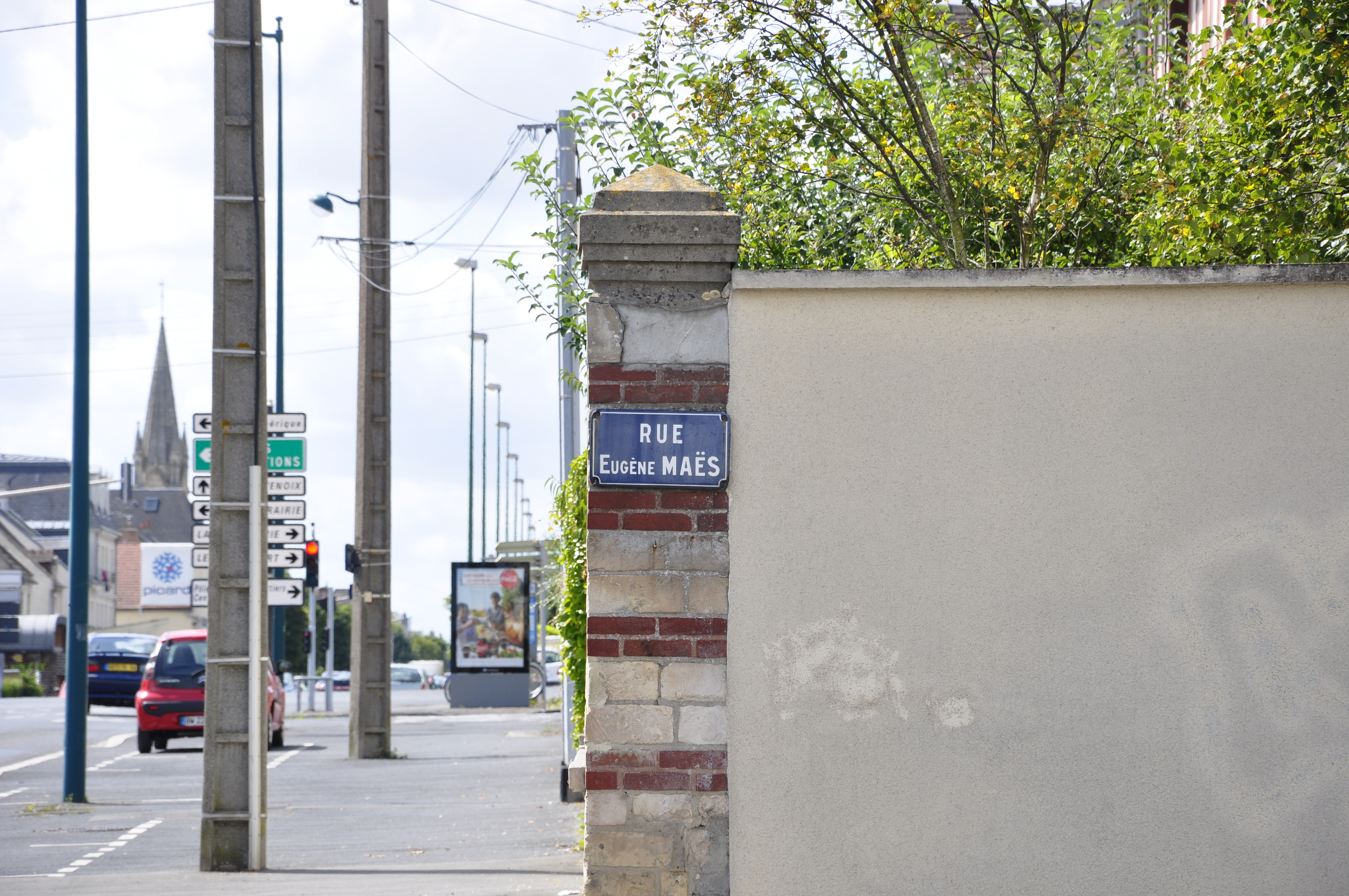
Rue Eugène-Maës à Caen.

Durant l'Occupation, Eugène Maës est dénoncé par Marie-Clotilde de Combiens pour propos anti-allemands et gaullistes. Son école de natation fait face au château de la Motte qui est le siège local de la Gestapo. « Forte personnalité », il ne supporte pas l'attitude de Marie-Clotilde de Combiens qui est la maîtresse du responsable caennais de la Gestapo, Harald Heyns (de) (1913-2004) dit « Bernard », et lui fait savoir en personne. Quelques jours après cette déclaration, un agent en civil conseille à Eugène Maës de surveiller son langage vis-à-vis de Mademoiselle de Combiens. Cette dernière aurait alors dit : « Je n'ai qu'un mot à dire pour faire arrêter Maës. » L'arrestation est effectuée le 21 juin 1943. Sa dénonciatrice s'en vante auprès d'une voisine en août 1943 : « Maës s'en va comme travailleur de force, ça lui fera les pieds et ça lui fermera la gueule. » Déporté, selon les archives allemandes, il décède entre la Boelcke-Kaserne de Nordhausen et Bergen Belsen entre le 7 mars et la mi-avril 1945. Il est incinéré entre le 20 et le 29 mars au four crématoire de Dora. Son acte "officiel" de décès indique, à tort, qu'il est mort le 30 mars 1945 au camp de concentration de Dora-Mittelbau à Ellrich,. Combiens sera condamnée à mort à la Libération, mais sa peine sera commuée en détention à perpétuité, puis à une durée de vingt ans. Elle est libérée le 14 juillet 1952 et s'installe sur la Côte d'Azur où elle mourra à l'âge de 91 ans.

## Statistiques

### Statistiques en club
| Période     | Club            | Championnat  | Matchs | Buts         |
| ----------- | --------------- | ------------ | ------ | ------------ |
| 1907 – 1910 | Patronage Olier | FGSPF        | -      | -            |
| 1910 – 1911 | Red Star        | LFA          | ?      | ?            |
| 1911 – 1912 | Red Star        | LFA          | ?      | ?            |
| 1912 – 1913 | Red Star        | LFA          | ?      | ?            |
| 1913 – 1914 | Red Star        | LFA          | 6      | 6 (au moins) |
| 1919 – 1930 | SM Caen         | DH Normandie | -      | -            |

### Statistiques en équipe de France
| Date             | Adversaire | Lieu | Score | Buts marqués |
| ---------------- | ---------- | ---- | ----- | ------------ |
| 1er janvier 1911 | Hongrie    | Dom. | 0-3   |              |
| 23 mars 1911     | Angleterre | Dom. | 0-3   |              |
| 9 avril 1911     | Italie     | Dom. | 2-2   | 2            |
| 23 avril 1911    | Suisse     | Ext. | 5-2   | 1            |
| 30 avril 1911    | Belgique   | Ext. | 7-1   | 1            |
| 28 janvier 1912  | Belgique   | Dom. | 1-1   | 1            |
| 18 février 1912  | Suisse     | Dom. | 4-1   | 1            |
| 17 mars 1912     | Italie     | Ext. | 3-4   | 3            |
| 12 janvier 1913  | Italie     | Dom. | 1-0   | 1            |
| 16 février 1913  | Belgique   | Ext. | 3-0   |              |
| 20 avril 1913    | Luxembourg | Dom. | 8-0   | 5            |

Il fait également partie de la sélection de la Ligue de football association, fédération de football active dans la région parisienne de 1910 à 1919.

## Palmarès
Patronage Olier

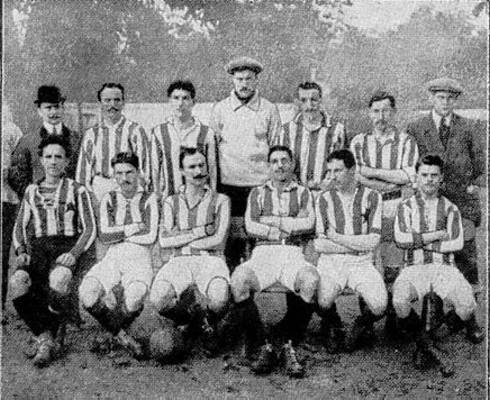
L'équipe du Red Star en 1910. Maës est le quatrième joueur assis en partant de la gauche.

- Champion de France des patronages (FGSPF) en 1908 et 1910.
- Vainqueur du Trophée de France en 1908 et 1910.

Red Star
- Champion de France LFA en 1912.
  - Finaliste/deuxième du championnat LFA en 1911, 1913 et 1914.
- Finaliste du Trophée de France en 1912.

SM Caen
- Champion de Basse-Normandie en 1920, 1921, 1922, 1923, 1925, 1927, 1928, 1930[34].

## Notoriété
Une rue porte son nom à Caen dans le quartier du stade de Venoix depuis le 29 octobre 1952. À la suite de travaux de restructuration, le stade nautique de Caen porte également son nom depuis mai 2014.
Il est notamment connu pour s'être fait une spécialité des buts marqués en projetant le gardien de but (la « charge sur le gardien ») tenant le ballon dans ses propres filets, ce qui était toléré par les règles de l'époque,.